# Гемптон (округ, Південна Кароліна)
Шаблон:StateAbbr_ 32°47′ пн. ш. 81°08′ зх. д. / 32.78° пн. ш. 81.14° зх. д.
Округ Гемптон (англ. Hampton County) — округ (графство) у штаті Південна Кароліна, США. Ідентифікатор округу 45049.

## Історія
Округ утворений 1878 року.

## Демографія
За даними перепису 
2000 року 
загальне населення округу становило 21386 осіб, зокрема міського населення було 7667, а сільського — 13719.
Серед мешканців округу чоловіків було 10894, а жінок — 10492. В окрузі було 7444 домогосподарства, 5312 родин, які мешкали в 8582 будинках.
Середній розмір родини становив 3,19.
Віковий розподіл населення поданий у таблиці:
| Стать    | До 15 років | 15-21 | 22-29 | 30-39 | 40-49 | 50-65 | 65-85 | Понад 85 |
| -------- | ----------- | ----- | ----- | ----- | ----- | ----- | ----- | -------- |
| Чоловіки | 2459        | 1078  | 1322  | 1761  | 1657  | 1595  | 946   | 76       |
| Жінки    | 2405        | 1046  | 910   | 1401  | 1579  | 1578  | 1375  | 198      |

## Суміжні округи
- Бемберг — північ
- Коллтон — схід
- Бофорт — південний схід
- Джеспер — південь
- Еффінгем, Джорджія — південний захід
- Скревен, Джорджія — захід
- Аллендейл — північний захід

## Виноски
1. ↑  U.S. Decennial Census. United States Census Bureau. Архів оригіналу за 12 травня 2015. Процитовано 17 березня 2015.
2. ↑  Historical Census Browser. University of Virginia Library. Архів оригіналу за 11 серпня 2012. Процитовано 17 березня 2015.
3. ↑  Forstall, Richard L., ред. (27 березня 1995). Population of Counties by Decennial Census: 1900 to 1990. United States Census Bureau. Архів оригіналу за 2 лютого 2015. Процитовано 17 березня 2015.
4. ↑  Census 2000 PHC-T-4. Ranking Tables for Counties: 1990 and 2000 (PDF). United States Census Bureau. 2 квітня 2001. Архів оригіналу (PDF) за 18 грудня 2014. Процитовано 17 березня 2015.
5. ↑  State & County QuickFacts. United States Census Bureau. Архів оригіналу за 6 червня 2011. Процитовано 22 листопада 2013.(англ.) Наведено за англійською вікіпедією.
6. ↑  American FactFinder. Бюро перепису населення США. Архів оригіналу за 21 травня 2008. Процитовано 31 січня 2008.

| США | Це незавершена стаття з географії США. Ви можете допомогти проєкту, виправивши або дописавши її. |